# ZX Spectrum Next
«ZX Spectrum Next» — 8-разрядный домашний компьютер, выпущенный в 2017, аппаратно и программно совместимый с ZX Spectrum (выпускавшимся в 1980-е годы). Также имеет некоторые расширенные возможности.
Основан на дизайне оригинальных Spectrum+ и Spectrum 128, а не более поздних Spectrum +2 или +3 производства Amstrad.
Как и проект Atari Coldfire Project (по воссозданию Atari ST) ведётся группой волонтёров; необходимые для проектирования и выпуска средства собираются на платформе Kickstarter. Дизайн корпуса Next разработан Риком Дикинсоном (который разработал оригинальные Spectrum 48 и Spectrum+), он скончался во время разработки клавиатуры компьютера.
Получил в целом положительные отзывы в специализированной прессе

## Технические характеристики
- Процессор: Z80N (совместимый с Zilog Z80, плюс некоторые новые инструкции), реализован в ПЛИС
- Тактовая частота процессора: 3,5 / 7 / 14 / 28 МГц
- Объём ОЗУ: 1024—2048 КБ, подключается банками по 8 КБ в 64 КБ адресного пространства процессора
- Графика: от 128 × 96 до 640 × 256 пикселов
- Цвет: в зависимости от режима и слоя, от 16 до 256 цветов
- Спрайты: до 128 аппаратных спрайтов 16 × 16 пикселов
- Звук: традиционный «бипер», 3 × General Instrument AY-3-8910, 4 × 8-разрядных DAC реализованых в ПЛИС
- Разъёмы: магнитофон, выход звука, HDMI, VGA/RGB, 2 × джойстика Cursor/Kempston, порт мыши PS/2 (Kempston), шина расширения (совместима с ZX Spectrum)
- Хранение данных: встроенный слот SD карты, магнитофон, ZX Microdrive (при подключении ZX Interface 1) либо любой другой контроллер, совместимый с оригинальным ZX Spectrum